# NGC 4892
NGC 4892 é uma galáxia lenticular (S0) localizada na direcção da constelação de Coma Berenices. Possui uma declinação de +26° 53' 53" e uma ascensão recta de 13 horas, 00 minutos e 03,6 segundos.
A galáxia NGC 4892 foi descoberta em 11 de Abril de 1785 por William Herschel.